# 盧西塔尼亞
盧西塔尼亞（拉丁语），也譯路西塔尼亞、琉息太尼亞、盧士坦尼亞，是羅馬帝國的一個行省。
盧西塔尼亞的範圍約在今日的葡萄牙和西班牙西部的一部分（特別是埃斯特雷马杜拉自治區）。該行省得名自盧西塔尼人（英語：Lusitanian）。
該行省的首都是埃斯特雷马杜拉（目前是西班牙的梅里达），最初是罗马共和国的伊斯帕尼亚省的一部分，后来在罗马帝国成为自己的一个省。罗马人大约在公元前2世纪中期首次来到该地区。随后在公元前155年至139年期间，与卢西塔尼亚部落发生了战争。公元前27年，该行省被建立。

## 盧西塔尼人
歷史學家與考古學家對盧西塔尼人的起源有諸多意見。一些人認為盧西塔尼人可能從阿爾卑斯山遷來，在西元前六世紀佔據該地。一些人認為盧西塔尼人是該地原來的住民，後來才從凯尔特人的掌控中獨立。
蘭布里諾（Lambrino）則認為盧西塔尼人源自塞爾特人，並與在伊比利半島東部的部族盧索尼斯（Lusones）有關。有人認為兩個部族可能都是從瑞士山區遷來的，但是有人則認為盧西塔尼亞人是不同部族間聯姻之後產生的伊比利半島的本地部族。
盧西塔尼人最初定居的地方可能是杜罗（Douro）河谷與上貝拉（Beira Alta）的區域。他們在貝拉（Beira）地區停留，擊敗了杜罗河及其他部族，並在羅馬人到來之前將領土擴張到埃斯特拉馬度拉地區。